# مهرداد سوم، پادشاه کوماژن
```
مهرداد سوم آنتیوخوس اپیفان (
یونانی
: 
Μιθριδάτης Ἀντίοχος ὀ Ἐπιφανής
) درقرن اول پیش از میلاد پادشاه، پادشاهی کوماژن بود.
```

## زندگی‌نامه
مهرداد سوم پسر و جانشین پادشاه مهرداد دوم کوماژن و ملکه لائودیس بود. او تباری ارمنی و یونانی داشت.
مهرداد سوم، مدتی بعد از سال ۳۰ قبل از میلاد، با دختر خاله خود آیوتاپا، که شاهزادهِ ماد آتروپاتن بود و دختر آرتاواسد یکم مادِ آتروپاتن و همسرش آتناایس بود ازدواج کرده بود.
آیوتاپاو مهرداد بعد صاحب یک دختر، با نام آکا دوم کوماژن؛ یک پسر به نام آنتیوخوس سوم و دو دختر دیگر که هر دو به نام آیوتاپا نام داشتند شدند. یکی از دختران که آیوتاپا نام داشت بعد او با پادشاه سامسسیامرام دوم امسای سوریه ازدواج کرد و آیوتاپا دیگر با برادر خود آنتیوخوس سوم ازدواج کرده و ملکه کوماژن شد.
هنگامی که پدر مهرداد سوم در سال ۲۰ پیش از میلاد درگذشت، جانشین پدرش شد. او بین ۲۰ پیش از میلاد - ۱۲ قبل از میلاد به عنوان پادشاه سلطنت کرد. در مورد زندگی و سلطنت او چیزهای گفته شده‌است. هنگامی که در سال ۱۲ پیش از میلاد درگذشت ، آنتیوخوس سوم کوماژن پادشاه شد.